# Église Notre-Dame de Borlon
L'église Notre-Dame est un édifice religieux catholique classé situé au centre du village de Borlon dans la commune de Durbuy en province de Luxembourg (Belgique). 

## Historique
Les deux éléments principaux de l’église Notre-Dame de Borlon ont été réalisés à environ 250 années d'écart. L'abside date de la seconde moitié du XIIIe siècle alors que la nef a été élevée durant la première moitié du XVIe siècle. La porte d'entrée a été percée au cours du XVIIe siècle condamnant une ancienne porte qui se trouvait sur la face sud du bâtiment. Quelques modifications ont encore eu lieu au cours du XVIIIe siècle. Classée en 1952, l’église a été restaurée entre 1953 et 1959 par l’architecte Simon Brigode. C'est à cette époque qu'une sacristie est adjointe à l'édifice. 
Le mur en pierre calcaire entourant le cimetière fait aussi l'objet d'un classement depuis 1984.

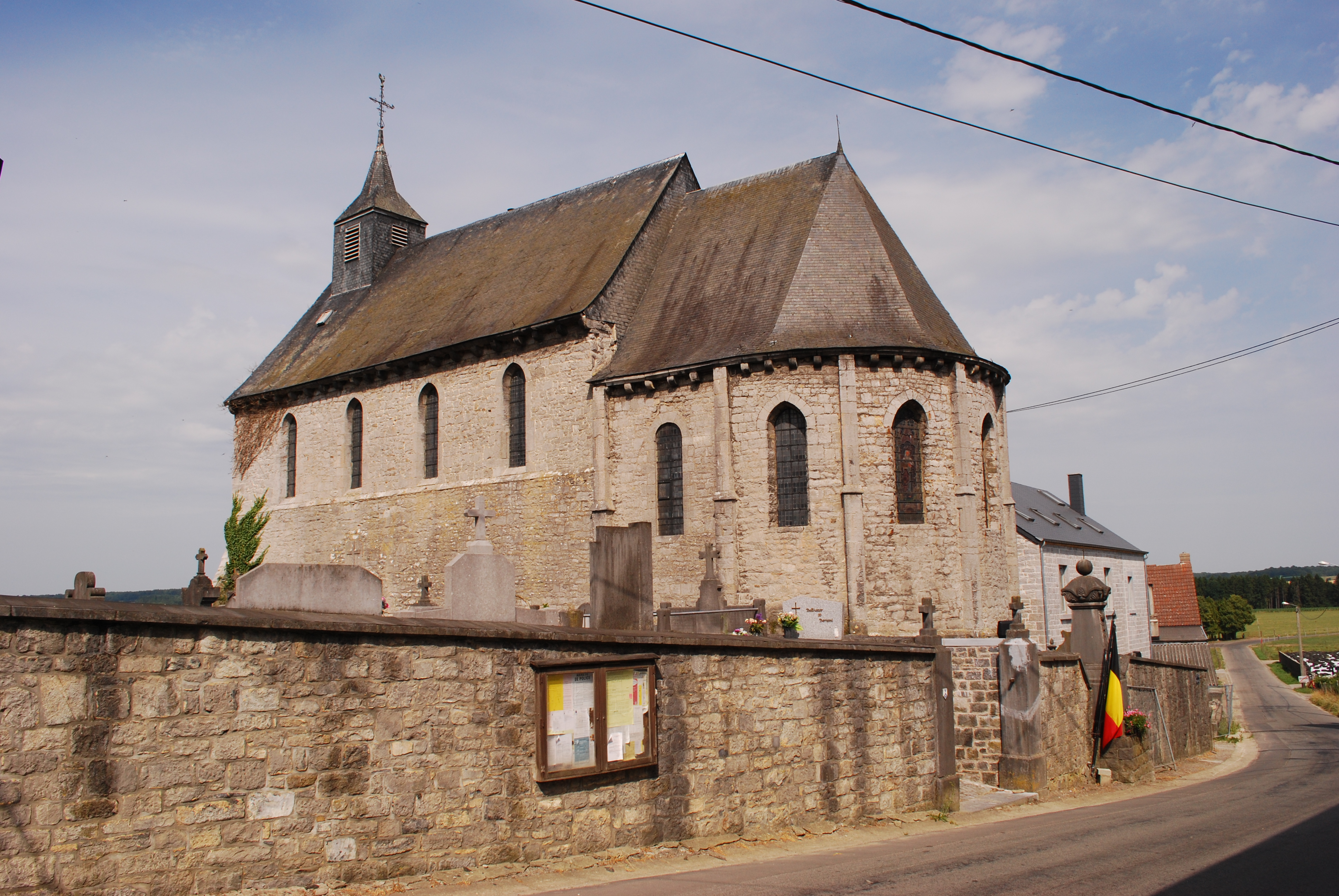

## Architecture
L'église est construite en pierre calcaire sous une toiture en ardoises. L'édifice possède une seule nef de quatre travées avec baies placées en partie supérieure au-dessus d'un bandeau de pierre de taille. L'abside semi-circulaire, plus basse que la nef, est placée côté rue. Cette abside du XIIIe siècle est un remarquable et rare témoignage d’architecture gothique en région rurale de cette époque. Elle est divisée en sept parties matérialisées par autant de baies à vitraux séparées par des pierres de taille en pilastres. Il est à noter que les deux baies les plus proches de la nef sont plus récentes (XVIIIe siècle) et forment des arcs en plein cintre alors que les autres baies médiévales sont constituées d'arcs brisés. La façade possède une porte d'entrée cintrée, un oculus ainsi qu'un clocheton carré placé un peu en retrait  et surmonté d'une croix et d'un coq en girouette.

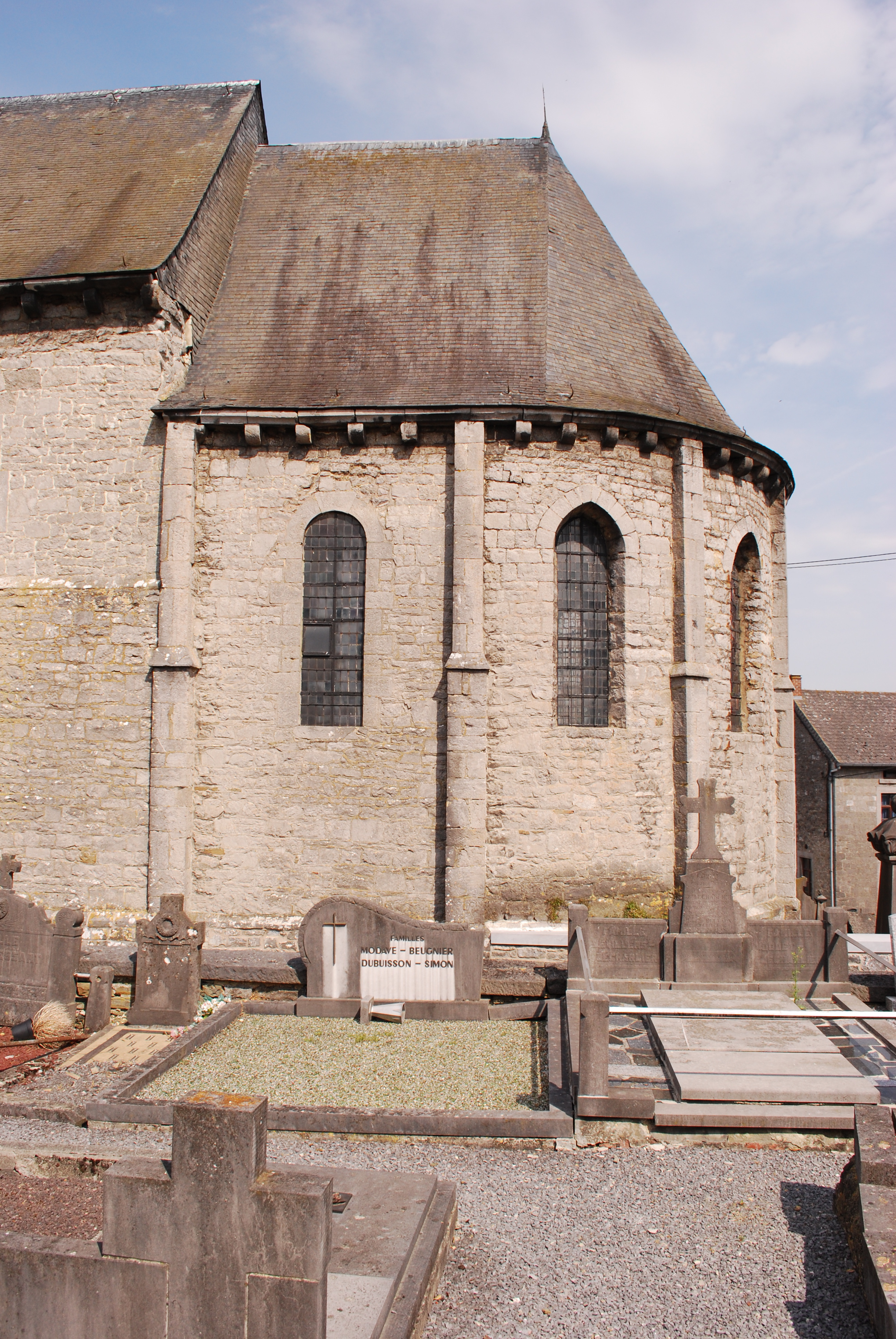